# Свісс-коттедж (станція метро)
51°32′35″ пн. ш. 0°10′29″ зх. д. / 51.543056° пн. ш. 0.174722° зх. д.
Свісс-коттедж (англ. Swiss Cottage) — станція Лондонського метро, розташована у Свісс-коттедж, боро Кемден, Північний Лондон, на лінії Джубилі між станціями Фінчлі-роуд та Сент-Джонс-вуд. Станція розташована у 2-й тарифній зоні. Пасажирообіг на 2017 рік — 7.76 млн осіб.

## Історія
- 20 листопада 1939: відкриття станції у складі лінії Бейкерлоо
- 1 травня 1979: закриття трафіку Бейкерлоо, відкриття Джубилі

## Пересадки
- на автобуси оператора London Buses маршрутів: 13, 31, 46, 113, 187, 268, 603, C11 та нічні маршрути N28, N31, N113.